# Rubrius scottae
Rubrius scottae là một loài nhện trong họ Amaurobiidae.
Loài này thuộc chi Rubrius. Rubrius scottae được Cândido Firmino de Mello-Leitão miêu tả năm 1940.